# Más negro que la noche (pel·lícula de 2014)
Más negro que la noche és una pel·lícula mexicana de terror del 2014, un remake de l'original del 1975 dirigida per Henry Bedwell. És la primera pel·lícula de terror mexicana en 3D que explica la història d’una excèntrica vella que mor i deixa la seva opulenta mansió a la seva neboda, Greta.

## Argument
La Greta és una bella jove a qui la seva tieta excèntrica li deixa una gran mansió, una vegada opulenta. Quan la Greta s’instal·la amb els seus amics descobreix que ha de tenir cura del preuat gat negre de la seva tia, Beker. Els nous residents s’encarreguen de la mansió, organitzen festes salvatges i gaudeixen d’un estiu ple de diversió fins que perden la pista de Beker, que s’ofega a la piscina de la mansió. El que estava a punt de ser el millor estiu de les seves vides es converteix ràpidament en una lluita esgarrifosa per les seves vides.

## Repartiment
- Zuria Vega - Greta
- Adriana Louvier - Maria
- Eréndira Ibarra - Pilar
- Ona Casamiquela - Vicky
- José María Torre - Pedro
- Miguel Rodarte - Actuació especial Loco
- Margarita Sanz - Evangelina
- Lucía Guilmáin - Tia Ofelia
- Hernán Mendoza - Garcia
- Daniel Villar - Promès Tia

## Estrena
La pel·lícula es va estrenar als Estats Units el 26 de setembre de 2014 i va guanyar 539.867 dòlars el cap de setmana d’obertura, ocupant el lloc número 17 a la taquilla. Al final de la seva carrera, havia recaptat 870.063 $ a nivell nacional i 5.221.000 $ a l'estranger per un total mundial de 6.091.063 $.

## Crítiques
En general no va obtenir gaire bones crítiques:
| «                                         | "'Más negra que la noche' és irrellevant des del seu mer plantejament, però la seva narrativa no fa el menor intent per desenvolupar un argument, encara que vetust, memorable." | » |
| — Alonso Díaz de la Vega: Diari Excélsior | |   |

| «                              | "'Más negra que la noche' exerceix com una mera atracció “de espantos”, que de sobte confon el suspens amb la letargia i falla en diversos efectes. Puntuació: ★★½ (sobre 5)" | » |
| — Jessica Oliva: Cine Premiere | |   |